# Fryderyk I Praschma
Fryderyk I hrabia Praschma baron na Bilkau niem. Friedrich I Graf Praschma Freiherr von Bilkau, 30 grudnia 1786 w Niemodlinie, zm. 10 stycznia 1860 tamże) –  szlachcic, syn Jana Nepomucena II i Marianny Karoliny von Zierotin-Lilgenau.
Odziedziczył w 1822 r. w wyniku podziału spadku po ojcu państwo stanowe Niemodlin (Herrschaft Falkenberg) (młodszy brat Ludwik Praschma odziedziczył Tułowice). W dniu 16 maja 1820 r. w Bad Warmbrunn zawarł związek małżeński z Marie Johanna von Schaffgotsch (urodzona 16 września 1797 we Wrocławiu, zmarła 13 listopada 1867 r. w Niemodlinie). Brał udział w wojnie przeciw cesarzowi Napoleonowi I i został ranny w bitwie pod Jeną (14 października 1806 r.). Na jego zaproszenie w 1846 r. gościł na zamku w Niemodlinie podróżujący wtedy do Opola król pruski Fryderyk Wilhelm IV. 